# Kęstutis litván nagyfejedelem
Kęstutis (kb. 1297 – 1382. augusztus 15.) Litvánia társuralkodója 1345 és 1377 között testvére, Algirdas nagyfejedelem mellett. Algirdas halála után elismerte annak fia, Jogaila (Jagelló) utódlását, de amikor megtudta hogy Jogaila a Teuton lovagrenddel ellen irányuló különalkut kötött, fellázadt ellene. 1281-1282-ben litván nagyfejedelem, majd Jogaila csellel elfogta és a fogságban meghalt.

## Hatalomra jutása

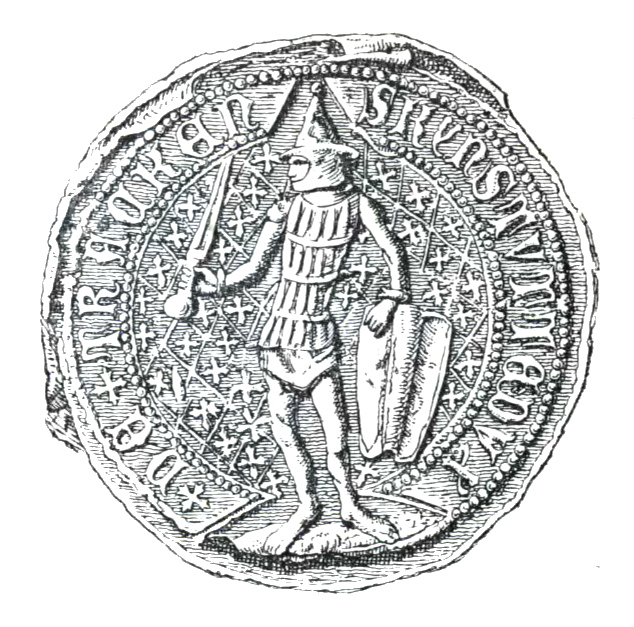
Kęstutis pecsétje

Kęstutis egyike volt Gediminas nagyfejedelem hét fiának. 1297 körül született. Még apja életében megkapta Szamogitia, Trakai, Grodno és Beresztje kormányzását. Birtokai az ország északnyugati határán húzódtak, amely ki volt téve a teuton lovagok állandó támadásainak. 
Gediminas halála után, 1341-1345 között elvben öccse, Jaunutis volt a nagyfejedelem, de a központi hatalom gyakorlatilag hiányzott, az ország a Gediminas-fiak birtokaira esett szét. Kęstutis is megtartotta a korábban általa kormányzott területeket és részt vett fivéreinek diplomáciai és katonai akcióiban. Amikor Mantvydas testvére a teuton lovagokra támadt, feldúlta földjeiket és legyőzte néhány kisebb csapatukat, az utána következő béketárgyaláson ott volt Kęstutis és Algirdas is. Amikor másik testvére, a Galíciát és Volhíniát uraló Liubartas lengyel fogságba esett a fejedelemségért vívott háborúban, Kęstutis közreműködött szabadon engedésében. Ugyanebben a háborúban néhány betörést vezetett Mazóviába. 1342-ben Algirdassal együtt Pszkov segítségére sietett, amelyet megtámadott a Livóniai lovagrend. Ugyanebben az évben a maga nevében szerződést kötött Angliával, megengedte az angol kereskedőknek hogy szabadon beléphessenek birtokaira.

## Társuralkodóként
A teuton lovagok keresztes hadjáratai miatt egyre inkább nyilvánvalóvá vált, hogy a nagyfejedelemségben szükség van egy erős központi erőre. 1345-ben Kęstutis és Algirdas örök barátságot fogadott egymásnak és megegyeztek, hogy átveszik a hatalmat. Kęstutis elfoglalta Vilniust és fogságba ejtette Jaunutist. Az új nagyfejedelem Algirdas lett, de a litvánok által lakott országrészt Kęstutis kormányozta és a gyakorlatban társuralkodói hatalommal bírt. Algirdas a keleti, rutén és orosz háborúkat és diplomáciai kapcsolatokat kezelte és a meghódított, rutén nyelvű, ortodox keresztény vallású országrészt irányította. Kęstutisra hárult a lovagrend elleni védekezés nehéz feladata, amelyet több évtizedig sikerrel teljesített. 
1360-ban a lovagok fogságába esett, de hamarosan szabadon engedték nagy számú német fogolyért cserébe. Később egy csatában még egyszer elfogták a lovagok és Marienburg börtönébe vetették. Innen egy litván származású lovag segítségével sikerült megszöknie és Mazóviába menekült, amelynek egyik hercege Kęstutis lányát, Danutát vette feleségül. 

## Harca Jogailával

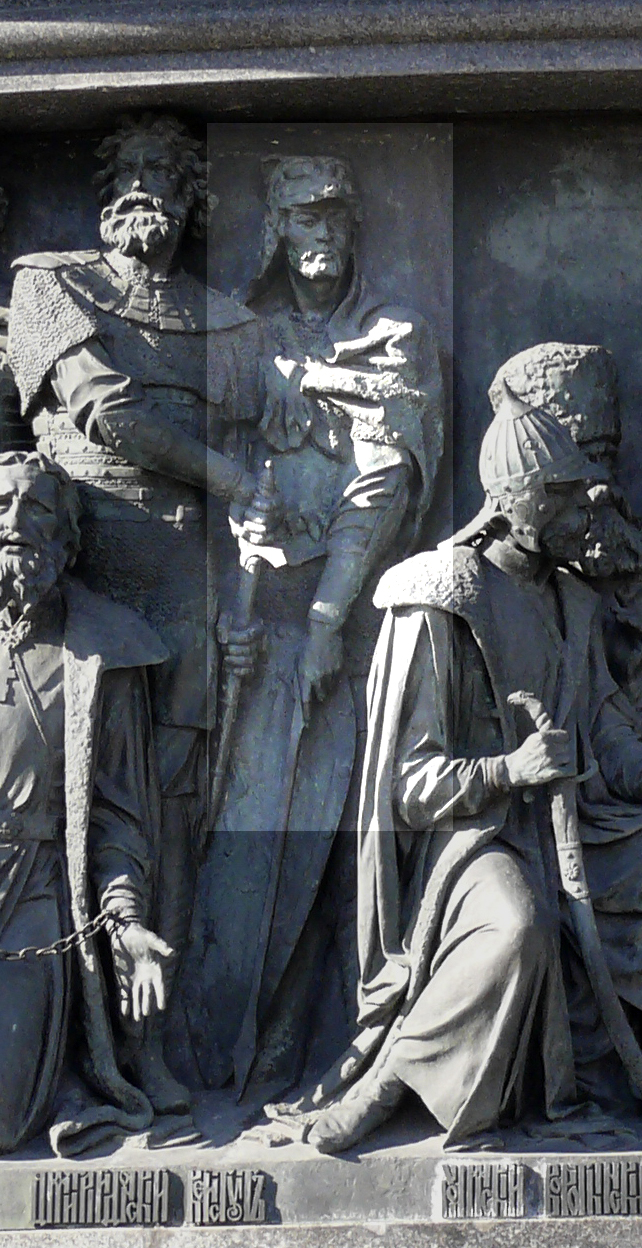
Kęstutis a novgorodi Oroszország ezer éve emlékművön

Algirdas 1377-ben meghalt és fiát, Jogailát nevezte meg utódjaként. Kęstutis elismerte az utódlást és segítette Jogailát, amikor bátyja, Andrej polocki herceg fellázadt ellene. 1379-ben Kęstutis és Jogaila közösen tíz évre szóló békét kötött a Teuton lovagrenddel, ám a következő év májusában Jogaila titkos szerződésre lépett a rend nagymesterével, Winrich von Kniprodével. Ebben Jogaila megígérte, hogy nem segíti meg nagybátyját teuton támadások esetén, kivéve ha ez a titkos megegyezés napvilágra kerülésével járna. Motivációja nem teljesen világos, talán tanácsadói befolyásolták vagy gyengíteni akarta kényelmetlenül nagy hatalmú nagybátyja befolyását vagy nyugati határát akarta biztosítani, mielőtt a tatárok szövetségeseként a Moszkvai fejedelemség ellen indult. 
1381 augusztusában Kuno von Liebenstein, Osterode komturja elárulta Kęstutisnak a titkos szerződést. Kęstutis, kihasználva, hogy Jogaila egy polocki felkelés leverésében volt lefoglalva, elfoglalta Vilniust és elfogta a Polockból visszatérő unokaöccsét. Jogaila kénytelen volt lemondani a trónról és elfogadni Kęstutist nagyfejedelemnek. Cserébe megkapta Vityebszket és Krėvát. 
1382. június 12-én, míg Kęstutis el volt foglalva Kaributas (Algirdas egy másik fia, aki Novgorod-Szeverszkij kormányzója volt) lázadásával, legidősebb fia, Vytautas pedig Trakaiban tartózkodott, Vilnius polgárai beengedték Jogaila seregét a fővárosba. A kereskedők elégedetlenek voltak Kęstutis gazdaságpolitikájával, ami miatt a livóniai árucsere visszaesett. Jogaila újból nagyfejedelemnek kiáltotta ki magát és a lovagrendtől kért segítséget. 1382 augusztusában Kęstutis és Jogaila seregei Trakai mellett találkoztak, hogy eldöntsék az ország sorsát. Csata helyett mindkét fél beleegyezett a tárgyalásokba, de amikor Kęstutis és Vytautas megérkezett Jogaila táborába, az lefogatta és Krėva várában bebörtönözte őket. Kęstutist öt nappal később, augusztus 15-én holtan találták a börtönében. Jogaila állítása szerint felakasztotta magát, de kevesen hittek a szavának. Jogaila nagy ünnepséget rendezett nagybátyja temetésére: testét fegyvereivel, kincseivel, lovaival együtt máglyán elégették. Vytautasnak később sikerült megszöknie és folytatta a harcot Jogaila ellen. 

## Családja
Kęstutis ismeretlen nevű első felesége 1351 körül meghalt. Második felesége Birutė volt (1382 körül halt meg). Gyermekei:
- Vaidotas (†1401 után) Navahrudak fejedelme
- Vaišvilas († kb. 1387)
- Butautas (Henrik; †1381 után)
- Vytautas (kb. 1350 – 1430. október 27.) Litvánia nagyfejedelme
- Tautvilas (Konrád; †1390) Fekete Ruténia kormányzója
- Žygimantas (Zsigmond; kb. 1350 – 1440. március 20.), Trakai fejedelme, Litvánia nagyfejedelme

- Mikova (Mária; †1404), Iván tveri fejedelem felesége
- Danutė (Anna; 1362 – 1448. május 25.) I. János varsói herceg felesége
- Rymgajla (Erzsébet; †1433) Mazóviai Henrik, majd I. Sándor moldvai fejedelem felesége

## Fordítás
- Ez a szócikk részben vagy egészben  a(z)   Кейстут című orosz Wikipédia-szócikk ezen változatának fordításán alapul.  Az eredeti cikk szerkesztőit annak laptörténete sorolja fel. Ez a jelzés csupán a megfogalmazás eredetét és a szerzői jogokat jelzi, nem szolgál a cikkben szereplő információk forrásmegjelöléseként.